# Wacław Depo

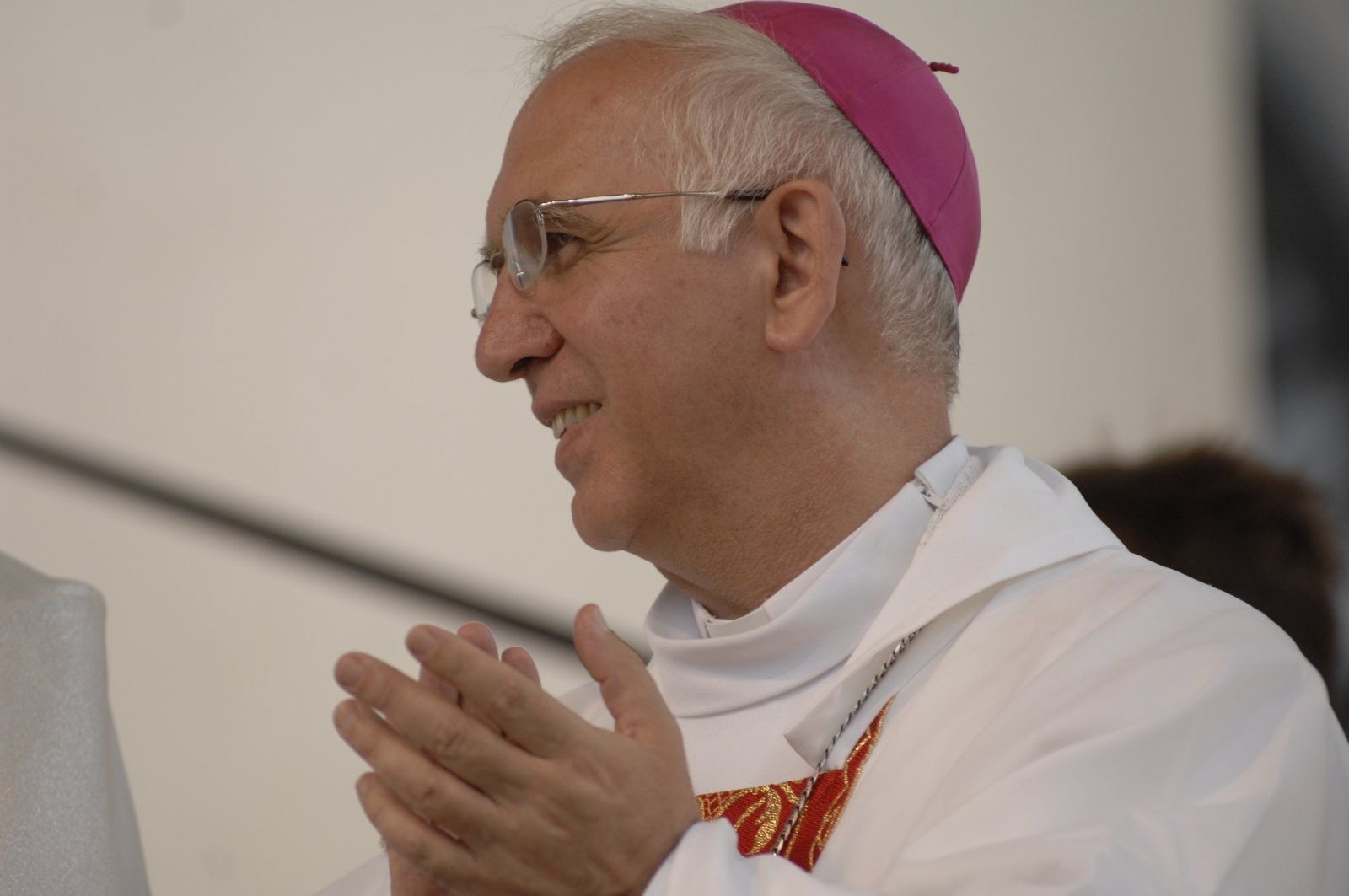
Wacław Depo, Erzbischof von Tschenstochau

Wappen von Erzbischof Wacław Depo seit 2011

Wacław Tomasz Depo (* 27. September 1953 in Szydłowiec bei Radom, Polen) ist Erzbischof von Częstochowa (Tschenstochau).

## Leben
Nach dem Abitur trat er in das Priesterseminar von Sandomierz ein. Am 3. Juni 1978 empfing er durch Piotr Gołębiowski, dem Apostolischen Administrator im Bistum Sandomierz, das Sakrament der Priesterweihe. Nach kurzer Vikarzeit begann er ein Studium an der Theologischen Fakultät der Katholischen Universität Lublin, im Dezember 1980 erwarb er den Magister-Abschluss und wurde 1984 promoviert. 1990 wurde er Regens am Priesterseminar von Sandomierz. Am 25. März 1992 erfolgte die Inkardinierung in das Bistum Radom, wo er als Professor für Dogmatik an der Theologischen Hochschule in Radom wirkte. 1999 wurde Depo Vorsitzender der Hochschulrektorenkonferenz und war von 2000 bis 2006 Assistenzprofessor an der Kardinal-Stefan-Wyszyński-Universität (UKSW) in Warschau.
Am 5. August 2006 ernannte ihn Papst Benedikt XVI. zum Bischof von Zamość-Lubaczów. Die Bischofsweihe spendete ihm der Erzbischof von Przemyśl, Józef Michalik, am 9. September 2006 in der Kathedrale von Zamość-Lubaczów; Mitkonsekratoren waren der Bischof von Radom, Zygmunt Zimowski, und sein Amtsvorgänger Jan Śrutwa. Er ist Laienbeauftragter der Polnischen Bischofskonferenz.
Am 29. Dezember 2011 ernannte ihn Benedikt XVI. zum Erzbischof von Częstochowa. Die Amtseinführung fand am 2. Februar 2012 statt.